# Saint-Denis (Mons)
Saint-Denis è una località del Belgio (provincia dell'Hainaut, Vallonia).
Comune autonomo fino al 1977, è stato poi unito a Mons.
Vi sorge l'antica abbazia benedettina di Saint-Denis-en-Broqueroie, fondata nell'XI secolo; nel 1678 fu teatro della battaglia tra i francesi guidati dal maresciallo di Lussemburgo e le truppe neerlandesi e spagnole di Guglielmo d'Orange.